# Institut international bouddhique

L'Institut international bouddhique, fondé en 1969 et auto-dissout en 2003, est une association française qui a établi la Pagode de Vincennes en 1977, gérée ensuite par l'Union bouddhiste de France. 

## Histoire
En 1969, l'homme politique français Jean Sainteny fonde l'Institut international bouddhique à Paris. Jean Sainteny  (1907-1978) est un ancien résistant, nommé Commissaire de la République pour le Protectorat français du Tonkin en 1945. Son but est de construire en France un premier centre cultuel bouddhique interconfessionnel, capable en outre d'accueillir en son sein toutes les obédiences du bouddhisme. Ouvert aux visiteurs comme aux pratiquants, ce centre devait aussi être une porte sur la culture extrême-orientale. 
L'association (loi de 1901) permet ainsi, après bien des difficultés financières, la création de la pagode au bois de Vincennes, sur le site de l'ancien pavillon du Cameroun de l'Exposition coloniale internationale de 1931, devenu ensuite jusqu'en 1971 le Musée des industries du bois de la ville de Paris. La pagode est inaugurée le 28 octobre 1977 par Jacques Chirac, maire de Paris. Les statues « Unsui Gunzo » sont remises officiellement à la ville de Paris, offertes par le comité japonais de soutien à l'Institut international bouddhique.
En 1980, Kalou Rinpoché, qui venait de donner un enseignement à la Pagode du bois de Vincennes, rencontra Jean Ober, secrétaire général de l'Institut International Bouddhique, avec qui il discuta du projet de construction du Temple tibétain de Kagyu-Dzong au sein du site. Il est édifié en 1985. 
L'association s'auto-dissout en 2003. La pagode du bois de Vincennes est alors reprise par l'Union bouddhiste de France. 